# David Schwimmer
David Lawrence Schwimmer (Astoria, Queens, 2. studenog 1966.) američki je glumac. Poznat je po ulozi Rossa Gellera iz televizijske serije Prijatelji.